# Samson-Raphael-Hirsch-Schule
Die Samson-Raphael-Hirsch-Schule war eine jüdisch-orthodoxe Schule in Frankfurt am Main. Sie war eine Realschule für Knaben und ein Lyzeum für Mädchen der Israelitischen Religionsgesellschaft. Die Schule vermittelte sowohl traditionelle jüdische Werte als auch eine weltliche Bildung, wodurch sie Modellcharakter für moderne orthodoxe jüdische Schulen erlangte. Die Bildungseinrichtung bestand 86 Jahre – sie wurde nach der sukzessiven Vertreibung und Entrechtung ihrer jüdischen Schüler und Lehrer durch die Nationalsozialisten im Jahr 1939 geschlossen. Das Schulgebäude wurde im Zweiten Weltkrieg durch britische und US-amerikanische Bombenangriffe in Mitleidenschaft gezogen und nach einer erneuten Inbetriebnahme zwischen 1946 und 1948 in den Nachkriegsjahren schließlich 1960 abgerissen. An seine Stelle trat ein Erweiterungsbau des heutigen Heinrich-von-Gagern-Gymnasiums. Dort wird seit 1989 durch eine erste Gedenktafel an die dort vorher stehende Schule erinnert.

## Geschichte

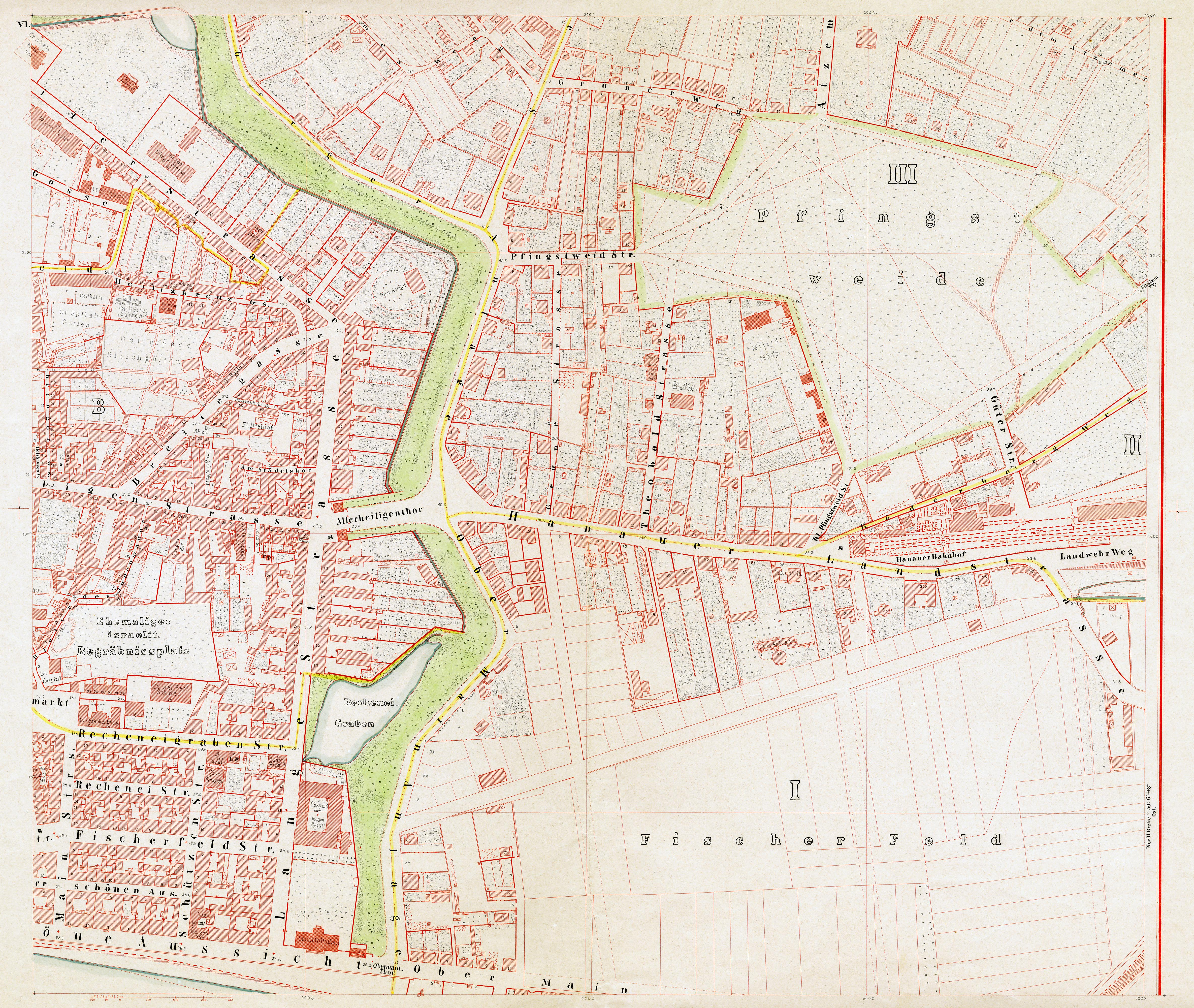
1861: Realschule und Lyzeum der Israelitischen Religionsgesellschaft am südwestlichen Rand der Pfingstweide auf dem Areal des Militärhospitals, im rechten oberen Viertel des Kartenausschnittes (mit „18“ bezeichnet)

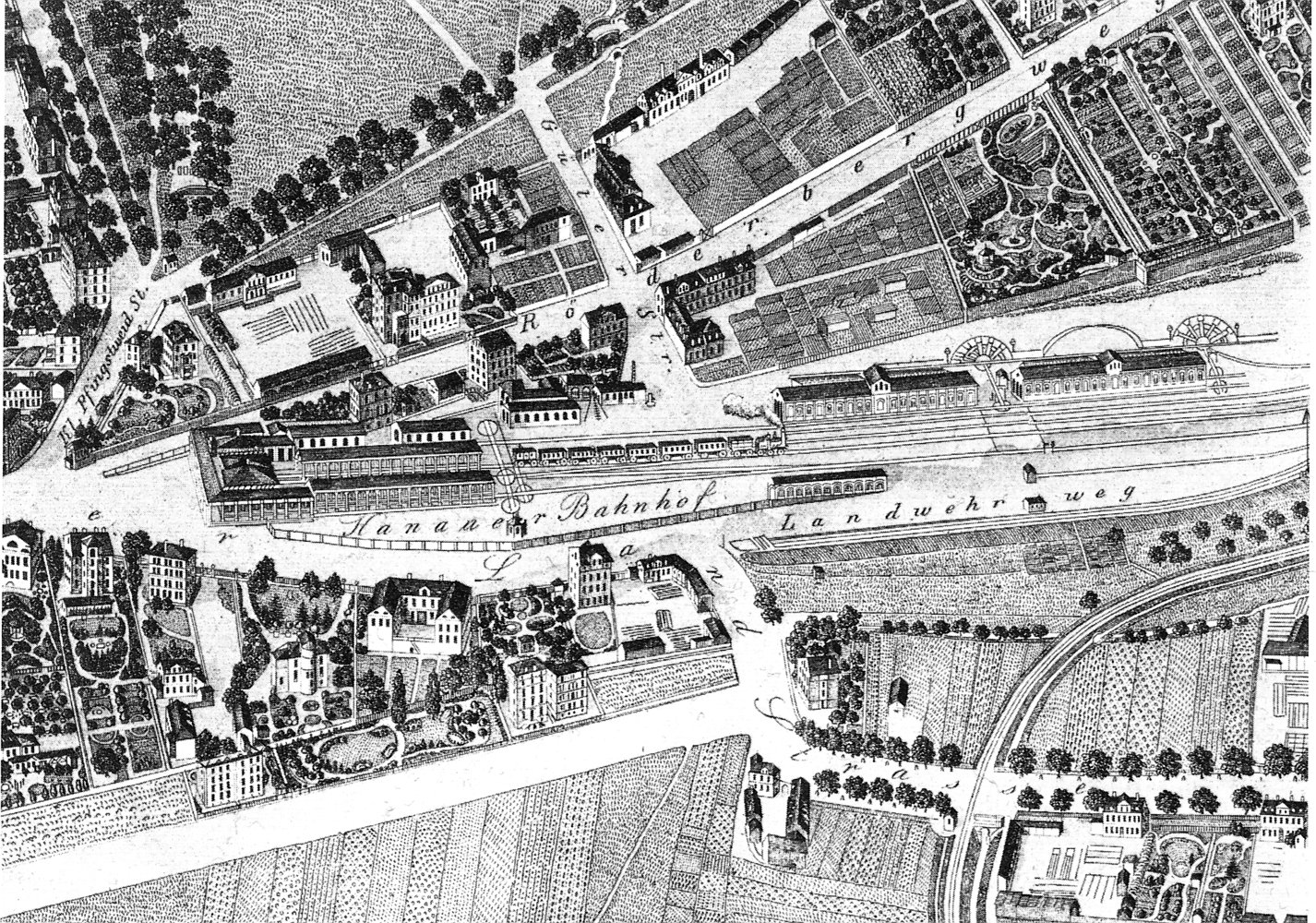
1864: Die Realschule mit Lyzeum der Israelitischen Religionsgesellschaft (von der linken oberen Ecke aus das zweite vollständig abgebildete Gebäude)

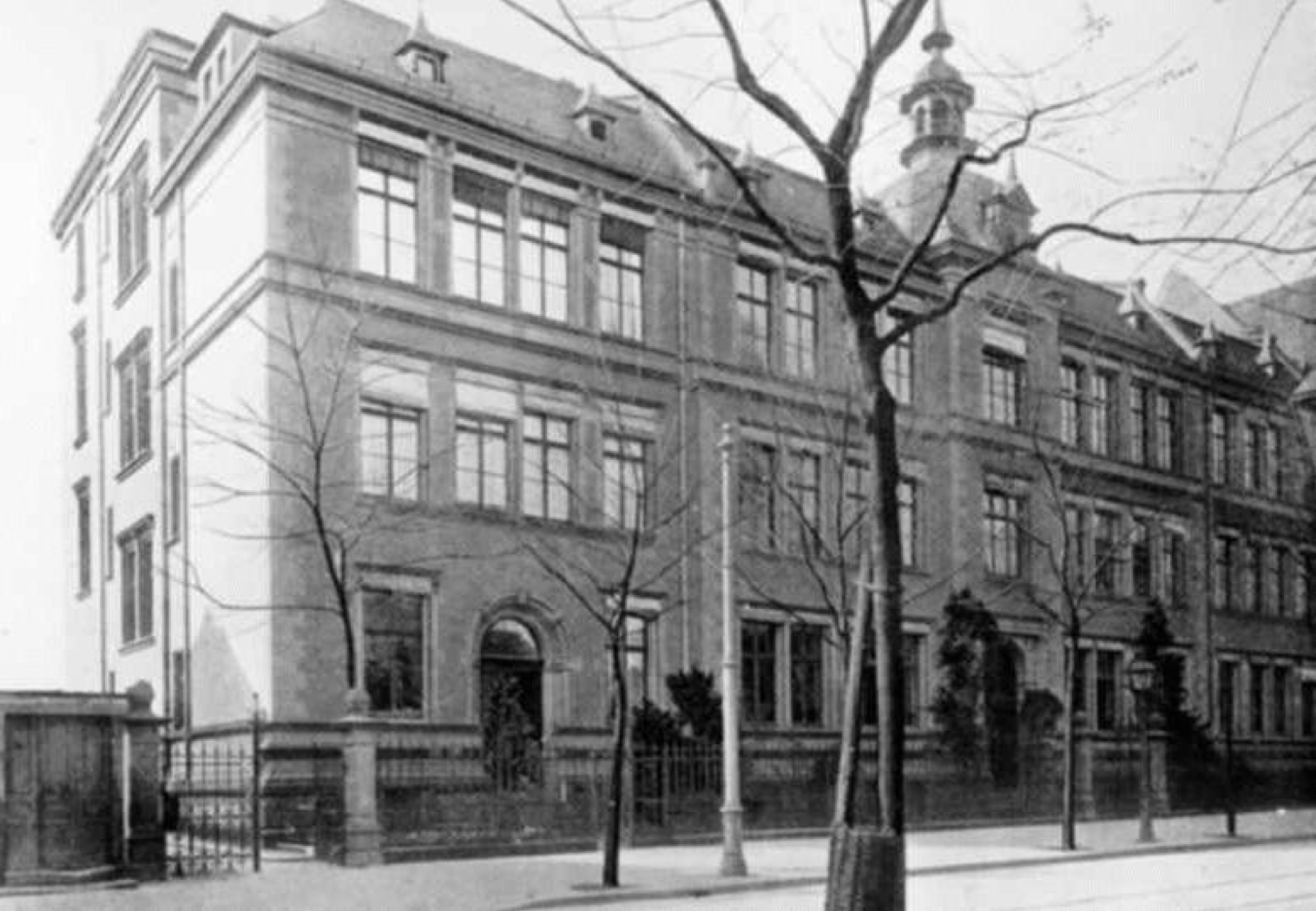
Das zweite Schulgebäude der Realschule mit Lyzeum der Israelitischen Religionsgesellschaft, das im Jahr 1881 eingeweiht wurde

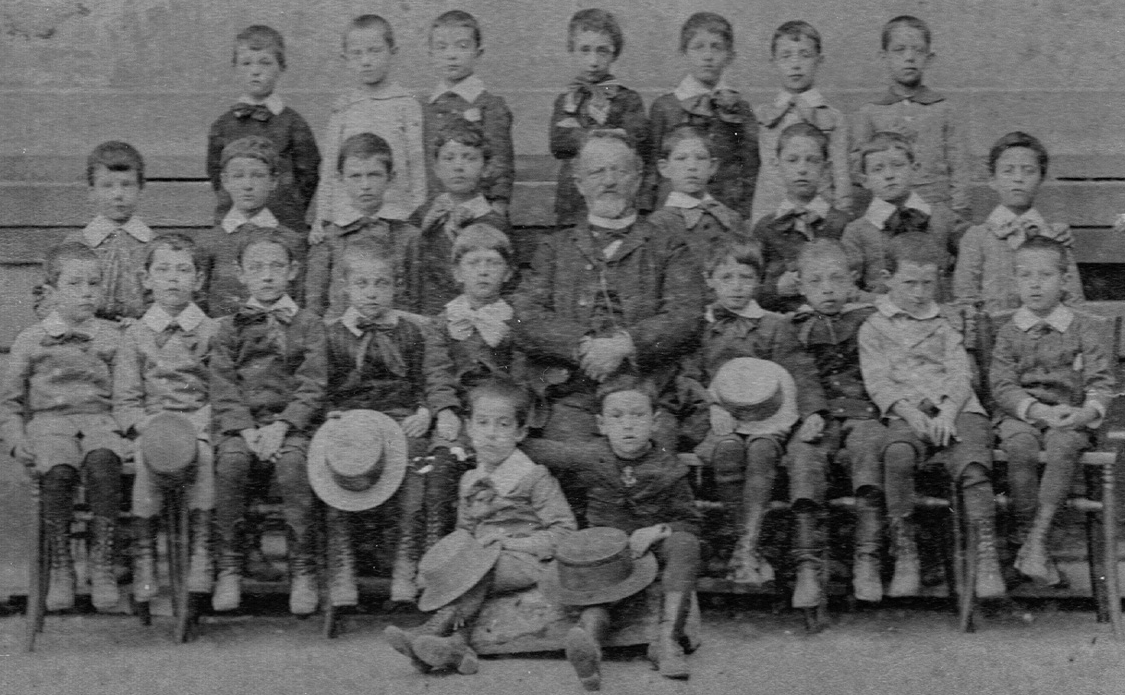
1887: Eine 1. Klasse der Realschule der Israelitischen Religionsgesellschaft mit ihrem Lehrer

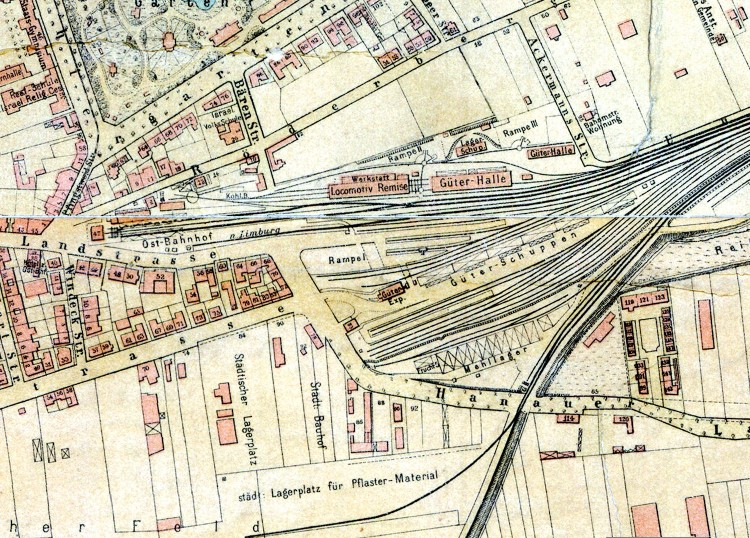
1895: Realschule und Lyzeum der Israelitischen Religionsgesellschaft, auf dem Kartenausschnitt oben links unterhalb des dort als „Staats-Gymnasium“ bezeichneten Kaiser-Friedrichs-Gymnasiums, des heutigen Heinrich-von-Gagern-Gymnasiums

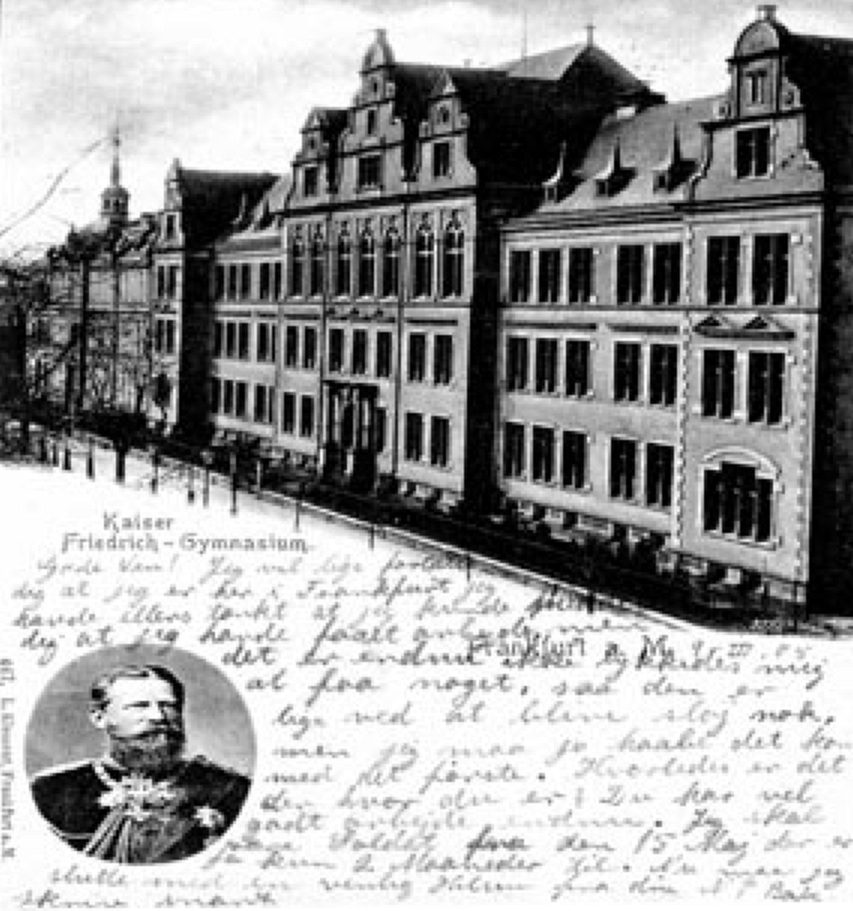
Realschule mit Lyzeum der Israelitischen Religionsgesellschaft und Kaiser-Friedrichs-Gymnasium auf einer Postkarte von 1905

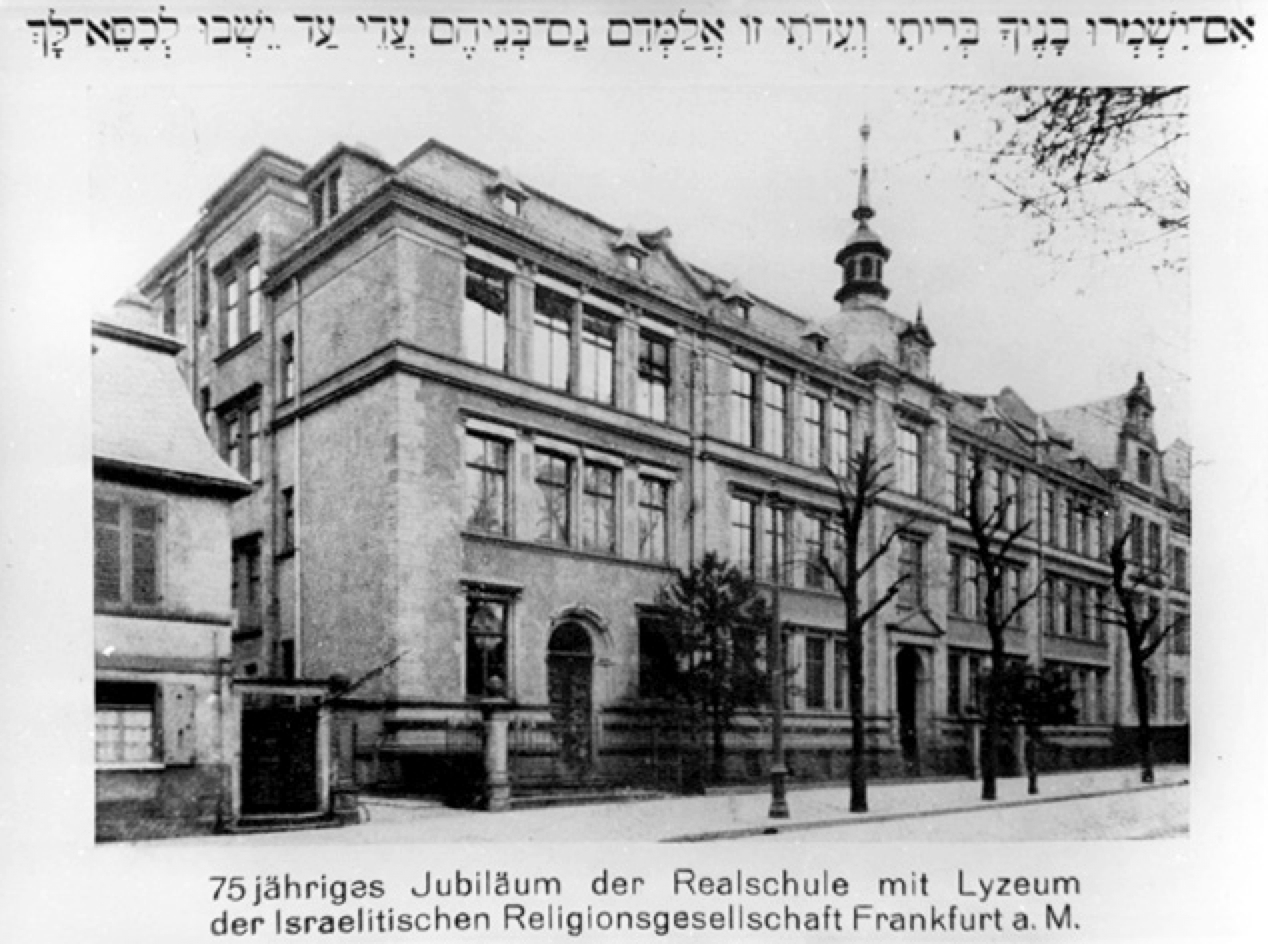
Ansichtskarte zum 75. Jubiläum der Schule aus dem Jahr 1928 mit hebräisch- und deutschsprachiger Aufschrift

### 1853–1871
Die Realschule mit Lyzeum der Israelitischen Religionsgesellschaft wurde im Jahr 1853 am südwestlichen Rand der Pfingstweide, eines ehemaligen Exerziergeländes, in der Schützenstraße im Ostend durch Rabbiner Samson Raphael Hirsch (1808–1888) eingeweiht, der auch als erster Schulleiter agierte. Der westliche Teil des Ostends wurde bis zum Zweiten Weltkrieg maßgeblich durch seine jüdische Bevölkerung geprägt.
Das Schulgebäude wurde auf dem Areal eines Militärhospitals errichtet. Zu dieser Zeit bestand zwischen dem östlichen Abschluss der ab 1846 so bezeichneten Pfingstweidstraße und dem nordöstlichen Abschluss der Kleinen Pfingstweidstraße (heute: Zobelstraße) noch keine Straßenverbindung, sondern ein beiderseits von Bäumen gesäumter breiter Weg der Pfingstweide, dessen Verlauf im Wesentlichen der heutigen Bernhard-Grzimek-Allee (früherer Straßenname dieses Straßenabschnitts: Am Tiergarten) entspricht. Über die Kleine Pfingstweidstraße konnte nach wenig mehr als einhundert Metern der 1847 eröffnete Hanauer Bahnhof erreicht werden. Die Dampflokomotiven prägten somit zumindest bis 1912 auch die Geräuschkulisse im schulischen Umfeld.

### 1871–1918
1874 zog der im Jahr 1858 gegründete Zoologische Garten von der Bockenheimer Landstraße in Frankfurts Stadtteil Westend auf die Pfingstweide und wurde so unmittelbarer Nachbar der Schule. Gegenüber der Ostfassade des Schulgebäudes wurde die Grundstückseinfriedung des Zoos errichtet, während der an der Schule entlang führende Weg zur Straße ausgebaut wurde.
1875 wurde eine Pferdebahnlinie zum Hanauer Bahnhof eröffnet, so dass die Schule durch ein weiteres öffentliches Verkehrsmittel erreichbar war. Den steigenden Schülerzahlen Rechnung tragend, konnte 1881 der Neubau der Schule bezogen werden, der mehr Unterrichtsräume bot als der Vorgängerbau.
Zwischen 1884 und 1888 wurde an die nördliche Stirnwand der jüdischen Schule das Königliche Kaiser-Friedrichs-Gymnasium angebaut, das heutige Heinrich-von-Gagern-Gymnasium, eingeweiht am 11. April des Dreikaiserjahres. Diese Schule sollte das Städtische Gymnasium entlasten. Einige erhaltene Klassenfotos der Samson-Raphael-Hirsch-Schule aus der Kaiserzeit sind online über die Einzelnachweise abrufbar.
Zwischen 1907 und 1910 entstand an Stelle des großen Riederbruchs, eines ehemaligen Flussarmes des Altmains, der Ostpark mit einem Schulgarten, von dem auch der Naturkundeunterricht der nahegelegenen Schule profitierte. 1913 wurde als Nachfolger des im Vorjahr stillgelegten und abgetragenen Kopfbahnhofes (ehemaliger Hanauer Bahnhof) der als Durchgangsbahnhof konzipierte Neubau des Ostbahnhofes am neu entstandenen Danziger Platz eröffnet, von der Schule ein paar hundert Meter weiter entfernt.
Der Beginn des Ersten Weltkrieges wurde von den Schülern und Lehrern enthusiastisch gefeiert, patriotisch gestimmt gingen einige der Lehrer und ältere sowie frühere Schüler im Kriegsverlauf als Soldaten an die Front.

### 1918–1933
In der Weimarer Republik wuchs die Anzahl der Schüler erneut an. Als 1928 das 75-jährige Bestehen der Schule gefeiert wurde, zählte sie rund 400 Schüler und 22 Lehrer. Zum Jubiläum erhielt die Schule erstmals einen eigenständigen Namen und wurde nach ihrem Gründer Samson-Raphael-Hirsch-Schule benannt. Neuer Direktor wurde Markus Elias (* 15. Juli 1886 in Wien). Mehrere erhaltene Fotos von Klassen, Lehrerkollegium und 75. Schuljubiläum aus der Zeit der Weimarer Republik können online über die Einzelnachweise abgerufen werden.

### 1933–1945
Die Schule war der jüdischen Orthodoxie verpflichtet und unterrichtete daher auch Althebräisch, Talmud und Tnach (Heilige Schrift/Bibel). Dieses Schulprofil behielt bis Anfang des Jahres 1933 seine Gültigkeit, danach bestimmten die Nazis maßgeblich mit. Deren Maßnahmen zur sukzessiven Ausgrenzung, Vertreibung und Verfolgung der Juden beeinflusste die Entwicklung der Schule nachhaltig. Ab 1935 wurde in allen Klassen Ivrit, die hebräische Umgangssprache, gelehrt. In deren Kontext stand eine stärkere Betonung der Gegenwartskunde gegenüber abstraktem historischen Wissen. Ebenfalls neu war Palästinakunde, neben dem Erlernen von Fremdsprachen ganz vor dem Hintergrund der von den Nazis zunächst betriebenen Auswanderungspolitik für Juden. Diesem Anspruch konnten einige Lehrer gerecht werden, die das Land aus eigener Erfahrung kannten. Der Ausgrenzung setzte die Schule jüdische Themen entgegen, um die Schüler (und Lehrer) mental zu stärken. Nicht verhindern ließ sich jedoch, dass im Biologieunterricht die Vererbungslehre und die NS-Rassenkunde großen Raum einnahm, die nun Pflicht waren.
Die Schüler spürten den Druck, den die Nazis auf ihre Familien und die Schule ausübten, ihre berufstätigen Angehörigen wurden vielfach aus ihren Berufen und den entsprechenden Ausbildungsstätten gedrängt und zur Berufsumschichtung gezwungen. Die Schule stellte sich den daraus resultierenden Anforderungen mit der Intensivierung des Englisch- und Iwrith-Unterrichts und der Palästinakunde als Vorbereitung auf die Emigration. „Von größter Wichtigkeit waren aber angesichts der immer stärker um sich greifenden Umschichtung die 1933 begründeten und bis 1938 fortgesetzten Schreinerkurse …“ Zugleich zu diesen zum Teil außerhalb des normalen Unterrichts angebotenen Aktivitäten intensivierten die Schüler ihr sportliches Engagement, um ihre die körperliche Widerstandskraft zu erhöhen.
Um der Ausgrenzung und Benachteiligung im kleinstädtischen und ländlichen Milieu zu entfliehen, zog es immer mehr jüdische Schüler aus dem weiteren Umland in die Großstadt. Die Schule musste daher nicht nur weitere Schülerströme aufnehmen, sondern auch Förderkurse für Hebräisch einrichten. Für diese Schüler wurde in unmittelbarer Nähe das Wohnheim Beth Nearim eingerichtet, das von der Agudas Jisroel unterstützt wurde. Wie überall im Deutschen Reich waren die jüdischen Schülerinnen und Schüler ebenso wie die Lehrer auf dem Schulweg nahezu täglich Anfeindungen und massiver Diskriminierung ausgesetzt, teils auch physischer Gewalt. Dazu trugen auch die Schüler des benachbarten Kaiser-Friedrichs-Gymnasiums (das heutige Heinrich-von-Gagern-Gymnasium) aktiv bei. Den jüdischen Lehrern war der Kopf geschoren worden, viele hatten massiv an Körpergewicht verloren.
Unterstützung benötigte jedoch auch die Schule selbst. Die zu diesem Zweck gegründete „Nothilfe zur Erhaltung des Schulwerkes der Israelitischen Religionsgesellschaft“ sammelte Spenden, um den Schulbetrieb in vollem Umfang aufrechterhalten zu können. Ansässig war die Nothilfe-Organisation im Gebäude der Samson-Raphael-Hirsch-Schule, Am Tiergarten 8.
Die Schülerzahlen blieben in den 1930er Jahren auf einem relativ konstanten Niveau, obwohl große Fluktuation herrschte. Einerseits nahmen die Schülerabgänge durch zunehmende Auswanderungen stark zu, andererseits kamen aus dem näheren und weiteren Umland ständig neue Schüler hinzu. Die so genannten Landjuden sahen sich zunehmenden Anfeindungen der „arischen“ Landbevölkerung ausgesetzt und erhofften sich durch Zuzug in die nächstgelegene Großstadt einen besseren Schutz durch die dort weitaus größeren jüdischen Gemeinden. Die ersten (organisierten) Anfeindungen datieren auf den 1. April 1933, fanden in der Bevölkerung jedoch keine große Resonanz. Am 24. Februar 1935 veranstaltete die Samson-Raphael-Hirsch-Schule gemeinsam mit der Israelitischen Volksschule einen Künstlerischen Abend im Saalbau. Im gleichen Jahr verstärkten sich die Übergriffe erheblich, mit den Nürnberger Rassegesetzen nahm auch der staatliche Druck deutlich zu.

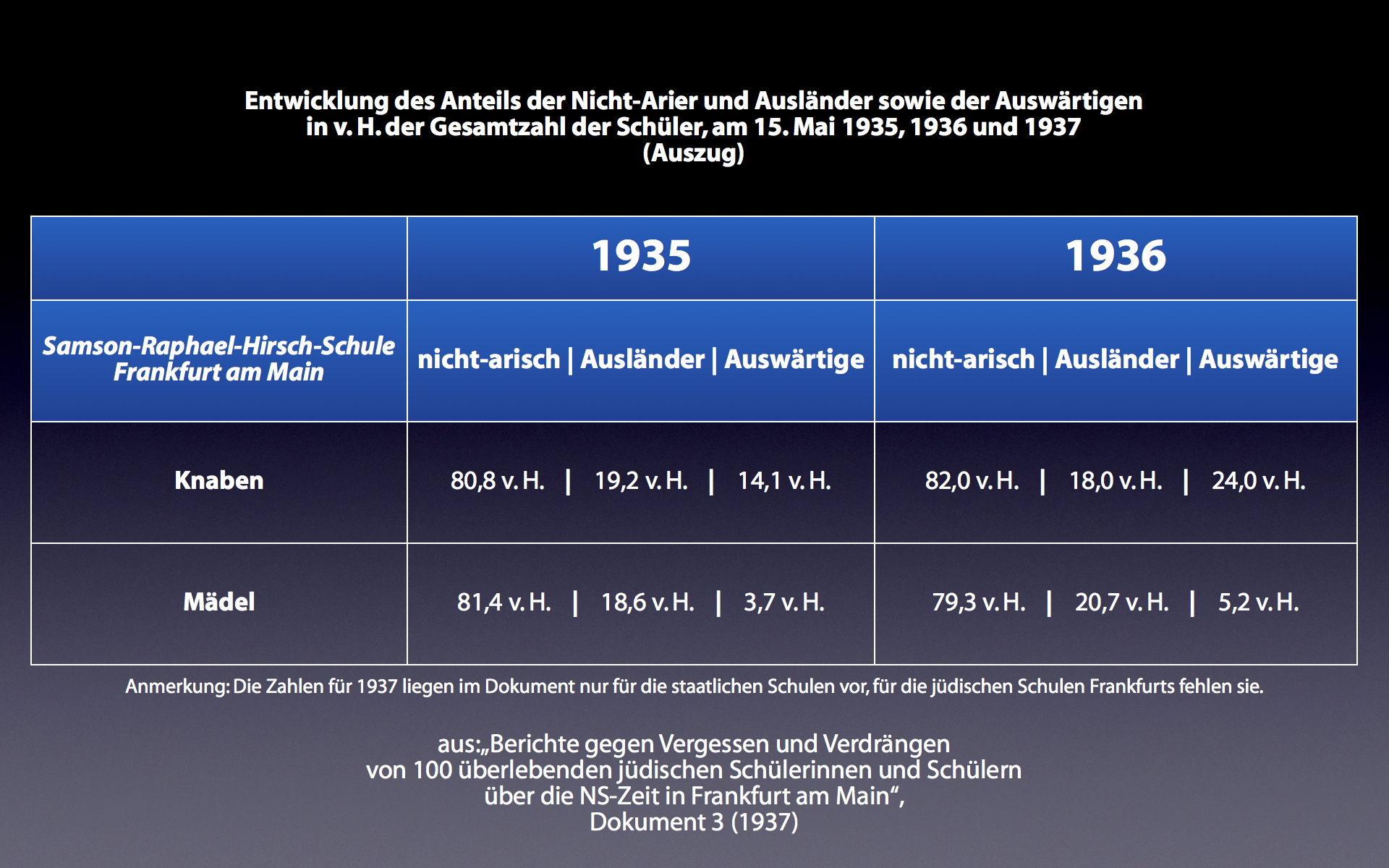
Statistische Erhebung 1935–1937: Zuzug von Landjuden zur Großstadt, gleichzeitig Emigration wohlhabender jüdischer Familien bzw. Kinderverschickung ins Ausland

Die Flucht der Landjuden in die Großstädte ist teils an den Ergebnissen einer durch Fragebogen für die höheren Lehranstalten Frankfurts durchgeführten Erhebung zwischen 1935 und 1937 erkennbar, wie in der rechts abgebildeten Graphik auszugsweise dargestellt.
Das Lehrerkollegium plante die Verlegung der gesamten Schule nach London oder eine Filialschule in Palästina für ausgewanderte Schüler einzurichten. Beide Vorhaben ließen sich jedoch nicht realisieren. Die Finanzierung der Schule konnte durch die Nothilfe-Spenden ihrer Gemeindemitglieder sowie durch Zuschüsse der Reichsvereinigung der Juden in Deutschland knapp gewährleistet werden. Selbst Klassenausflüge waren in dieser Zeit noch möglich, wie einige online abrufbare Klassenfotos bei den Einzelnachweisen belegen.
Ab dem 28. Oktober 1938 wurden die Juden polnischer Staatsangehörigkeit innerhalb von drei Tagen aus dem Deutschen Reich ausgewiesen und von Gestapo und SS an die polnische Grenze deportiert. Davon waren allein in Frankfurt am Main rund 2.000 Menschen betroffen. Das darauf folgende Pogrom vom 9. November und dessen Folgen leiteten das Ende der Schule ein. Männliche Juden zwischen 16 und 60 Jahren wurden in Konzentrationslagern interniert; ältere Schüler und Lehrer waren ab dem 10. November für Wochen, andere für Monate der Schule entzogen. Die Schule wurde ab 10. November 1938 vorübergehend geschlossen.
Das Schulgebäude musste nun auch die Israelitische Volksschule aufnehmen, der Singsaal wurde stundenweise für die Kinderspeisung, die Turnhalle für den Gottesdienst der Gemeinde genutzt, nachdem die Synagoge wegen deren Zerstörung nicht mehr zugänglich war. Rund zwei Wochen nach dem Pogrom hatte das um zwei Drittel reduzierte Lehrerkollegium einen Notplan für den Unterricht von rund 200 Schülern ausgearbeitet. Gleichzeitig wurde die Arbeit für die Jugendfürsorge erheblich ausgeweitet, insbesondere für die Kinderverschickung ins Ausland. Die von den NS-Behörden angeordnete Zwangsvereinigung des Schulträgers, der Israelitischen Religionsgesellschaft, mit der Israelitischen Gemeinde zur Jüdischen Gemeinde beschleunigte den Auflösungsprozess der Schule. Die Auswanderungspläne vieler Lehrer und Familien von Schülern ließen eine Fortführung des Schulbetriebes unmöglich erscheinen, zumal an Ersatz für fehlende Lehrkräfte nicht zu denken war. Ein auf den 20. Dezember 1938 datiertes Abgangszeugnis ist im Hessischen Hauptstaatsarchiv Wiesbaden erhalten.
Am 25. November 1938 unterrichtete das Frankfurter Schulamt das Regierungspräsidium in Wiesbaden darüber, dass bereits im Sommer 1938 die bisher noch die städtischen gewerblichen Berufsschulen besuchenden jüdischen Jugendlichen an die Jüdische Anlernwerkstatt Frankfurt und an die Samson-Raphael-Hirsch-Schule, die seit 1933 über die Berechtigung zur Führung einer kaufmännischen Tagesklasse verfügte, verwiesen worden seien. „Dadurch waren die städtischen Berufsschulen seit Sommer d. J. von Juden frei.“:S. 116 f Nachdem im November 1938 auch noch die Berufsschulklassen für jüdische Schüler an kaufmännischen und hauswirtschaftlichen Berufsschulen geschlossen worden waren, existierten fortan für jüdische Schüler über 14 Jahren in Frankfurt nur noch drei Einrichtungen: die Tagesklasse der Samson-Raphael-Hirsch-Schule, die Anlernwerkstatt und die Jüdische Haushaltungsschule Frankfurt. Zum Zeitpunkt des Schreibens an des städtischen Schulamtes – nach den Novemberpogromen 1938 – waren „die vorgenannten jüdischen Schulen geschlossen“.:S. 117
84 Schüler waren es nur noch, als die Samson-Raphael-Hirsch-Schule am 30. März 1939 endgültig geschlossen und aufgelöst wurde. Ein kleiner Teil dieser Schüler geriet durch die Kinderverschickung ins Ausland, die große Mehrheit besuchte danach entweder Klassen der Israelitischen Volksschule oder des Philanthropins. Im so genannten Judenvertrag, den die Stadt mit der Jüdischen Gemeinde am 3. April 1939 abschloss, heißt es dazu: „...und die Israelitische Realschule, Am Tiergarten 8, die innerhalb Jahresfrist geräumt wird, um sie für dringende städtische Bedürfnisse bereitzustellen.“
Im Jahr 1944 wurde das Schulgebäude durch Bombentreffer beschädigt.

### 1945–1960

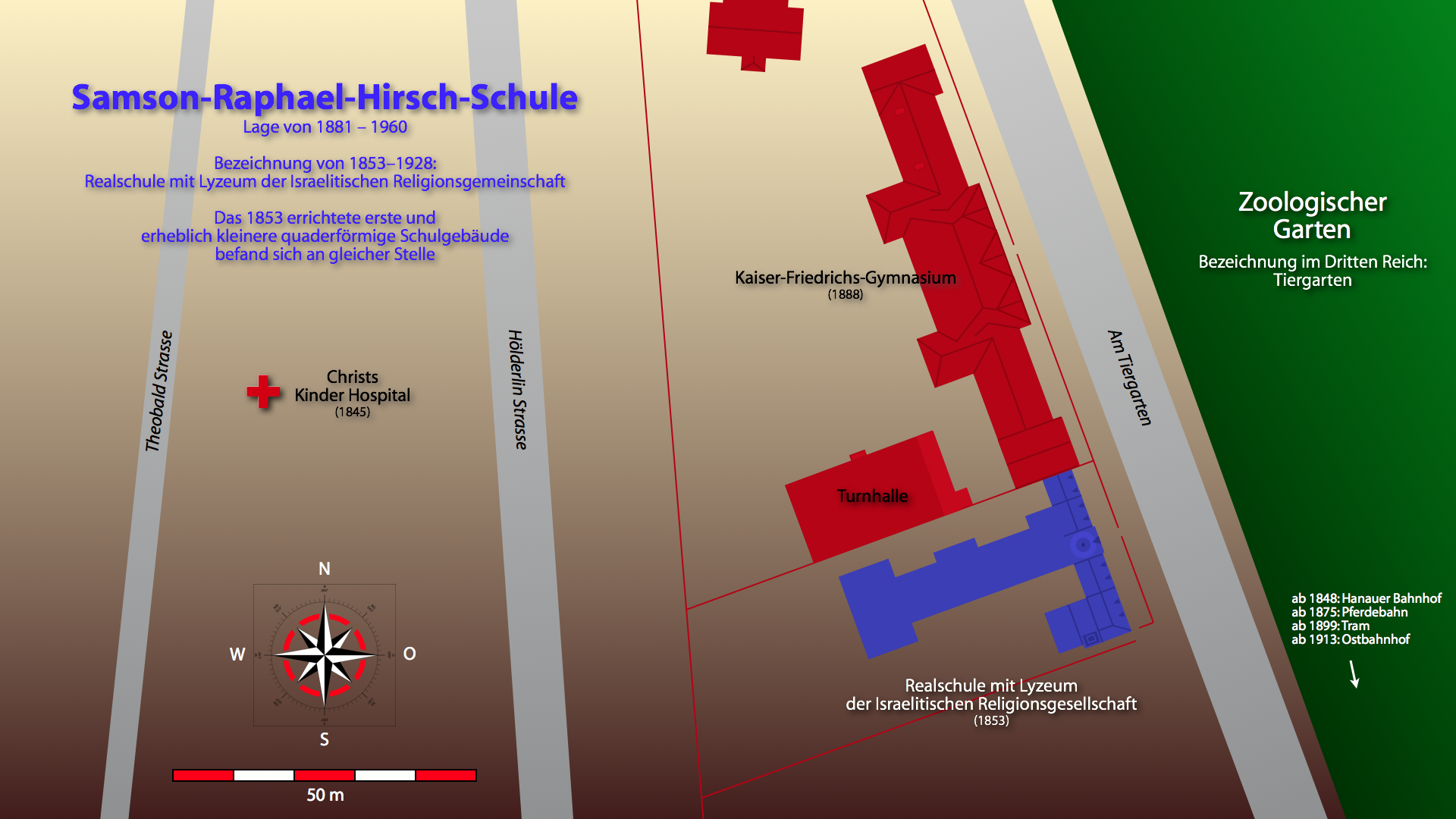
Samson-Raphael-Hirsch-Schule bzw. Realschule mit Lyzeum der Israelitischen Religionsgesellschaft

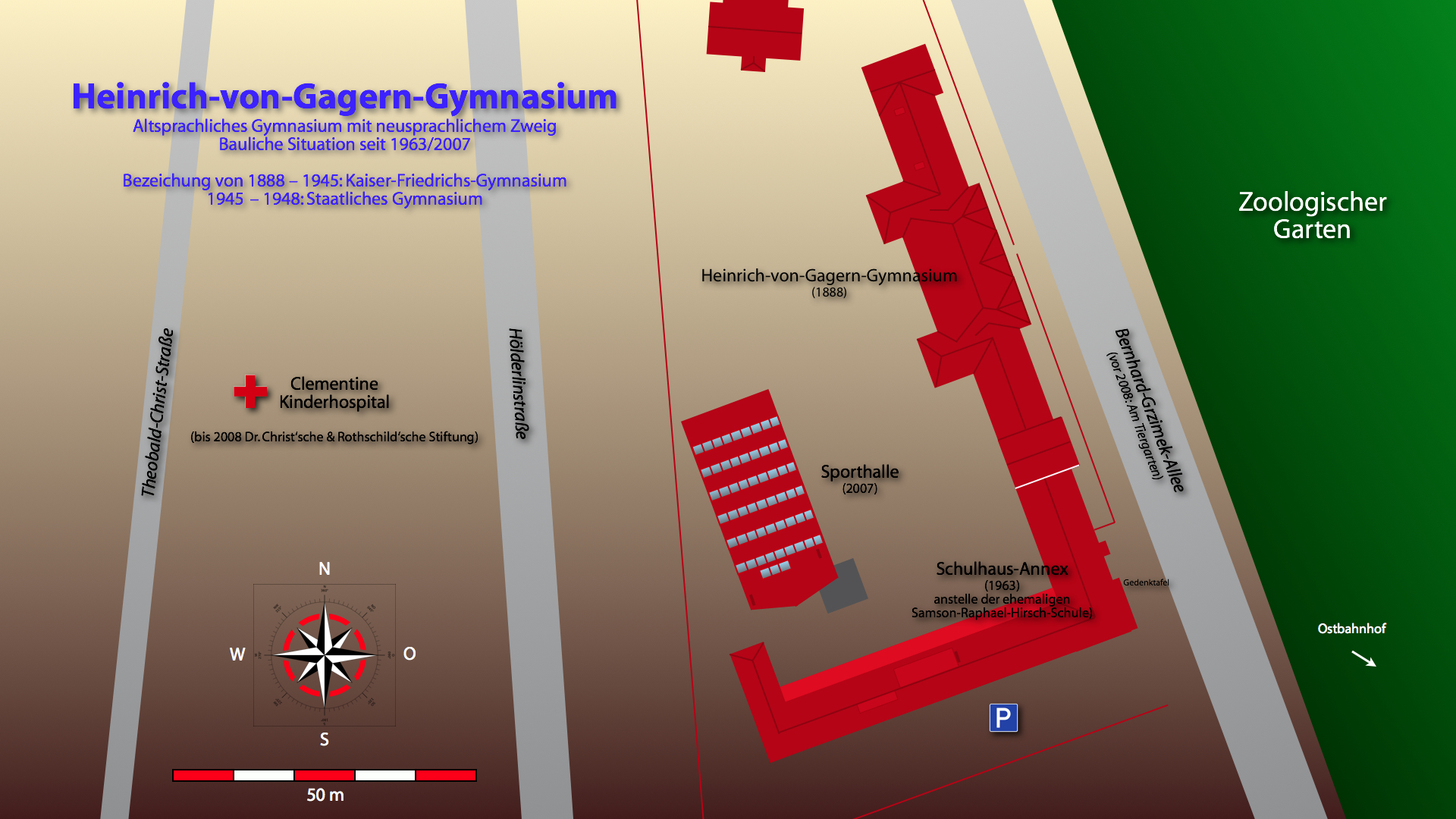
Aktuelle bauliche Situation am ehemaligen Standort der Samson-Raphael-Hirsch-Schule

In den Nachkriegsjahren 1946–1948 wurde die Schule durch das Engagement des promovierten Rabbiners Leon Thorn (1906–1978) wieder in Betrieb genommen, noch vor der erneuten Gründung einer Jüdischen Gemeinde. Die früheren Schülerzahlen wurden jedoch angesichts des vorausgegangenen Holocaust bei weitem nicht wieder erreicht. Orthodoxe Juden gab es in Frankfurt am Main seither nie wieder in der früheren Zahl. Auf die über ihren Rechtsanwalt gestellte Anfrage einer vertriebenen ehemaligen jüdischen Schülerin nach einer Bescheinigung über den Schulbesuch beschied das Staatliche Schulamt der Stadt Frankfurt am Main im Juli 1955 ablehnend, dass „sämtliche Schüler-Unterlagen der Samson-Raphael-Hirsch-Schule durch Feindeinwirkung vernichtet worden sind.“ (gez. Zeiher, Stadtamtmann). Die NS-Diktion war in den Amtsstuben offensichtlich auch zehn Jahre nach Kriegsende noch sehr präsent.
Im Jahr 1960 wurde das Schulgebäude abgerissen. Seit 1963 steht der Erweiterungsbau des Heinrich-von-Gagern-Gymnasiums an dessen Stelle.

### 1989 und 2001

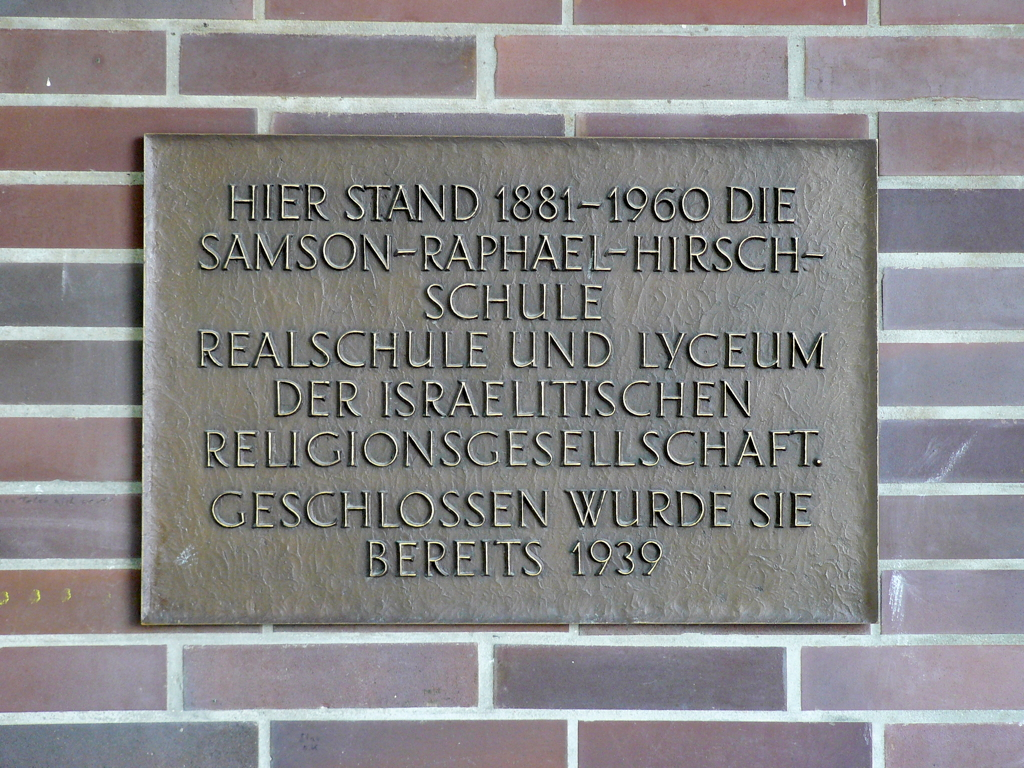
Gedenktafel (1989)

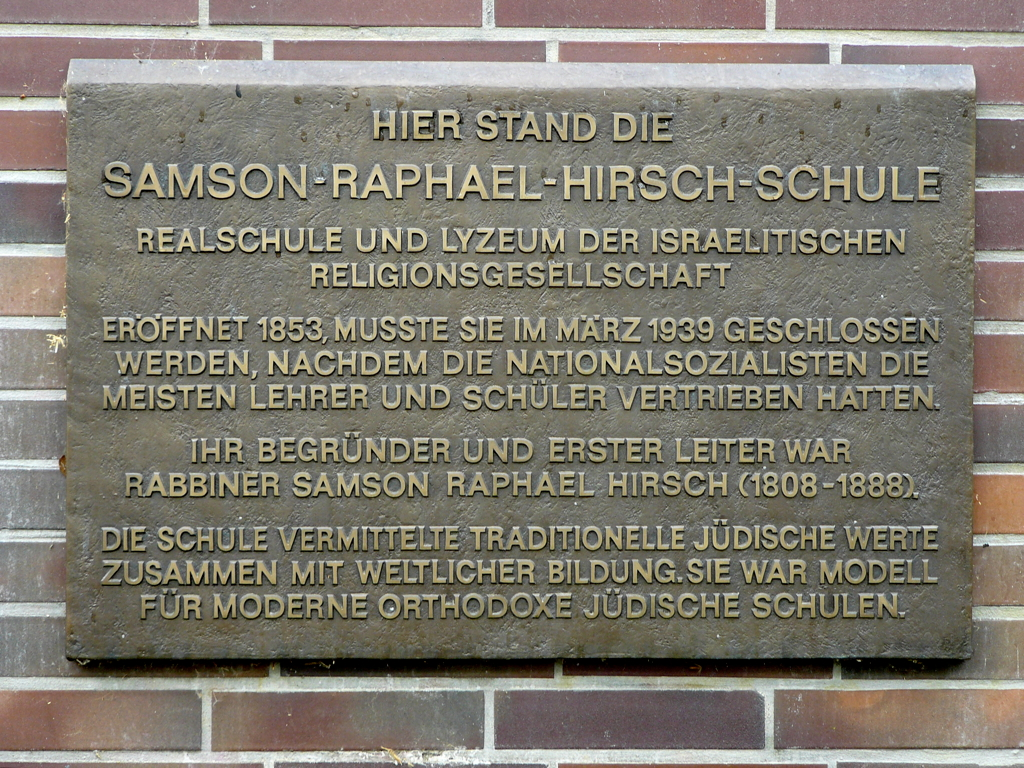
Gedenktafel (2001)

1989 wurde im Lichthof des Heinrich-von-Gagern-Gymnasiums eine erste Bronze-Gedenktafel für die früher dort stehende Samson-Raphael-Hirsch-Schule enthüllt. Diese trägt die in Versalien ausgeführte Inschrift

„Hier stand 1881–1960 die Samson-Raphael-Hirsch-Schule, Realschule und Lyceum der Israelitischen Religionsgesellschaft. Geschlossen wurde sie bereits 1939“

Eine weitere Bronze-Gedenktafel wurde am 6. Juni 2001 enthüllt. Diese trägt die in Versalien ausgeführte Inschrift

„Hier stand die Samson-Raphael-Hirsch-Schule, Realschule und Lyzeum der Israelitischen Religionsgesellschaft. Eröffnet 1853, musste sie im März 1939 geschlossen werden, nachdem die Nationalsozialisten die meisten Lehrer und Schüler vertrieben hatten. Ihr Begründer und erster Leiter war Rabbiner Samson Raphael Hirsch (1808–1888). Die Schule vermittelte traditionelle jüdische Werte zusammen mit weltlicher Bildung. Sie war Modell für moderne orthodoxe jüdische Schulen.“

Die Inschriften beider Gedenktafeln sind historisch nicht präzise, da die Schule nach dem Zweiten Weltkrieg wieder in Betrieb genommen wurde.

## Direktoren
- 1853 bis 1877: Samson Raphael Hirsch
- 1877 bis 1900: Mendel Hirsch
- 1901 bis 1923: Gerson Lange
- 1923 bis 1928: Elias Fink[37]
- 1928 bis 1938: Markus Elias

## Bekannte Schüler
- Paul Arnsberg (1899–1978), Historiker, Journalist, Schriftsteller, Verleger
- Robert Aumann (* 1930), Mathematiker, Wirtschaftswissenschaftler, Nobelpreisträger[38]
- Mordechai Breuer (1918–2007), Historiker
- Selmar Spier (1893–1962), Jurist, Historiker und Autor
- Yaakov Zur (1924–2013), Historiker

## Neugründung
Im Jahr 1944 wurde durch einen Enkel des Gründers, Joseph Breuer, eine neue Samson-Raphael-Hirsch-Schule in New York City errichtet, die Yeshiva Rabbi Samson Raphael Hirsch.